# 88 Greenwich Street
88 Greenwich Street, también conocido como Greenwich Club Residences y anteriormente como 19 Rector Street, es un edificio en el lado sur de Rector Street entre las calles Greenwich y Washington en el distrito financiero de Manhattan en la ciudad de Nueva York. Construido en 1929–30, el edificio de 37 pisos fue diseñado por Lafayette A. Goldstone y Alexander Zamshnick en estilo art déco.
Una entrada a la estación Rector Street del metro de la ciudad de Nueva York estaba en el sótano del edificio y se inauguró en 1931. Esta entrada se había cerrado en 1941.
88 Greenwich Street se agregó al Registro Nacional de Lugares Históricos en 2002. El edificio fue renovado para uso de condominio residencial en 2006. En 2012, el edificio se vio afectado por las inundaciones del huracán Sandy. Tres millones de pies cúbicos de agua salada ingresaron al sótano del edificio, causando daños significativos. Durante la inundación, el agua desprendió un tanque de aceite, que se agrietó después de golpear una viga del techo.